# جيمس روزفلت (سياسي)
جيمس روزفلت هو شخصية أعمال وسياسي أمريكي، ولد في 10 يناير 1760 في نيويورك في الولايات المتحدة، وتوفي في 1847 في هايد بارك في الولايات المتحدة. نشط حزبياً في الحزب الفيدرالي الأمريكي.